# Strawberry Tour
Die Strawberry Tour ist eine Amateur-Golf-Turnierserie des österreichischen Unternehmens Sport-direkt GmbH mit Sitz in Linz (Österreich). In Deutschland wird die Tour seit 2016 zusätzlich von der Golf4Life GmbH (Rosenheim) vermarktet.

## Geschichte
Als eine für alle Golfer offene Amateur-Turnierserie im Jahr 2005 ins Leben gerufen, entwickelte sich die Strawberry Tour innerhalb kürzester Zeit zur Premium-Golf-Turnierserie in Österreich. Im Jahr 2017 nahmen rund 2300 Golfer sowie über 160 Partnerclubs in Österreich, Deutschland, Italien, Slowenien, Tschechien und Ungarn daran teil, was sie zu einer der erfolgreichsten Amateur-Turnierserien im deutschsprachigen Raum macht.

## Konzept
Die Startberechtigung an der Tour erwirbt jeder Golfspieler durch den Erwerb einer Tourkarte. Diese Karte berechtigt zur Teilnahme an rund 450 Turnieren in den Partnergolfclubs. Nehmen Golfer an einem dieser Turniere teil, haben sie nicht die sonst üblichen Turnier- oder Greenfee-Gebühren zu entrichten, sondern lediglich eine Pauschale pro Turnier. Die Teilnehmer können so zum günstigen Preis auf ausgewählten Plätzen Turniere spielen und Erfahrungen sammeln, um ihr Spiel sowie auch ihr Handicap zu verbessern.
Ab dem Jahr 2009 wurde die Tourkarte gleichzeitig zur Vorteilskarte. Die Spieler erhalten bei nahezu allen Partnerclubs auch außerhalb von Turnieren hierdurch bis zu 50 Prozent Greenfee-Ermäßigung.
Ab 2017 wurde ein Bonussystem hinzugefügt, welches es den Teilnehmern ermöglicht – unabhängig von sportlichen Leistungen – Sachpreise zu gewinnen.

## Ziel
Ziel der Strawberry Tour ist die Förderung des Golfsports auf möglichst breiter Basis, speziell in Österreich aber auch in den Nachbarländern. Diese Förderung wird dadurch wirksam, dass durch die Strawberry Tour für Golfer jeder Spielstärke, jeder Nationalität und jeden Alters die Möglichkeit geschaffen wird, preisgünstig und ohne spezielle Clubzugehörigkeit auf verschiedensten Plätzen Turniere spielen zu können. Die Tour ist jedoch auch bei den Clubs sehr beliebt, da sie ihnen eine Menge zusätzliche Starter für ihre Turniere bringt.

## Spielmodus
- Die Tour ist für alle Golfer offen
- Die Tour umfasst ausgesuchte Turniere in Österreich, Deutschland, Italien, Tschechien, Slowenien und Ungarn
- Jeder Teilnehmer meldet sich zu dem von ihm gewählten Turnier selbst an. Turniere können in unbegrenzter Anzahl gespielt werden.
- Alle Strawberry-Turniere werden vom jeweiligen Partnerclub eigenständig ausgerichtet und in Stableford gewertet. Gespielt wird nach den offiziellen Golfregeln des R&A Golf Club of St. Andrews und den von der jeweiligen Wettspielleitung genehmigten Platzregeln.
- Die Wertung der Strawberry Tour-Starter erfolgt ausschließlich in Nettopunkten. Vom Partnerclub werden die Wertungen direkt an Sport-direkt weitergeleitet und dort zentral verwaltet.

## Finalturniere
- Für die zur Finalturnierteilnahme notwendige Gesamtwertung werden die besten Nettoergebnisse herangezogen und addiert, die auf drei verschiedenen Plätzen erzielt wurden (bei gleicher Punkteanzahl entscheidet das bessere Streichresultat). Eine Finalturnierteilnahme ist also nur dann möglich, wenn auf drei verschiedenen Plätzen zumindest ein Turnier gespielt wurde.
- Die Strawberry Tour wird in sechs Handicapgruppen gespielt. Die ersten 30 jeder Handicapgruppe qualifizieren sich für eines der Finalturniere.
- Bei den Finalturnieren gewinnen die drei Bestplatzierten jeder Gruppe je eine Golfwoche in einer Top-Golf-Destination.
- Alle Teilnehmer, die sich für ein Finalturnier qualifizieren, erhalten Turnierpreise.[7][8] Den Hauptpreis, je eine Golfwoche in einer Top-Golf-Destination am Mittelmeer, gewinnen die drei Erstplatzierten jeder Handicap-Gruppe.